# Chăn

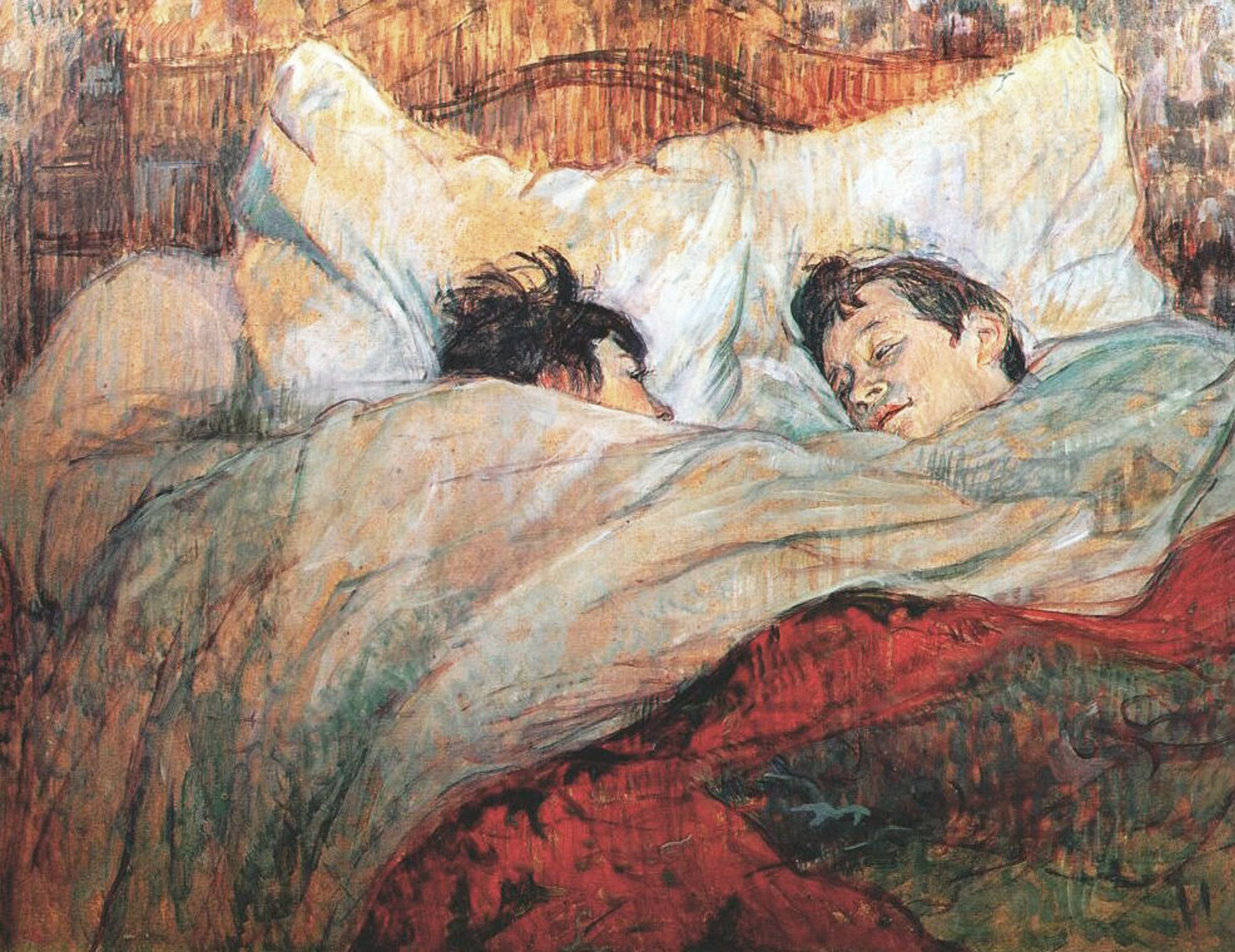

Chăn (hay còn gọi là mền) là một vật dụng để phủ lên thân thể người nhằm giữ nhiệt/ấm.

## Chất liệu làm chăn
Chăn có thể được làm bằng các chất liệu: vải, bông, len.
Chăn thường được làm bằng vải nhiều lớp, vì mục đích giữ nhiệt ấm cho thân thể người. Phủ chăn lên người gọi là đắp chăn hoặc khoác chăn.
Khi trời không lạnh lắm thì người ta thường đắp chăn mỏng hoặc chỉ dùng vỏ chăn. Còn khi trời rét người ta phải dùng chăn dày, chăn có ruột bông mới đủ giữ ấm.
Hiện nay, người ta còn sản xuất ra các loại chăn điện, có tích hợp các mạch điện, khi dùng cắm điện vào để tăng độ ấm.

## Các loại chăn
- Chăn đơn
- Chăn kép
- Chăn bông
- Chăn điện

## Sử dụng
Chăn thường để trùm lên người khi đi nằm và đi ngủ. Đôi khi chăn được dùng để phủ lên các đồ vật khác, nhất là những cái chăn mỏng. Hoặc là những cái chăn mỏng, vỏ chăn còn có thể dùng trải ra nằm như một cái chiếu hay cái đệm.